# Illadopsis cleaveri
Illadopsis cleaveri е вид птица от семейство Pellorneidae.

## Разпространение
Видът е разпространен в Габон, Гана, Гвинея, Екваториална Гвинея, Камерун, Република Конго, Кот д'Ивоар, Либерия, Нигерия, Сиера Леоне и Централноафриканската република.